# Јужна Данска
Покрајина Јужна Данска (дан. Region Syddanmark), или покрајина Јужни Јиланд, је једна од 5 покрајина Краљевине Данске, смештена у јужном делу државе. Управно седиште покрајине је град Вејле, док је највећи град Оденсе.

## Положај и границе покрајине
Јужна Данска обухвата јужни и југозападни део Данске и истовремено значајним делом се простире и на копну и на острвима. То је и једина данска покрајина која излази на копнену државну границу (јужна граница покрајине, са Немачком). Границе округа су:
- север: Средишња Данска,
- исток: Сјеланд преко Данског пролаза,
- југ: Немачка (савезна земља Шлезвиг-Холштајн),
- запад: Северно море

## Природни услови
Покрајина Јужна Данска је западним делом на копну, тј. на полуострву Јиланд, док је источним делом на више острва. Највеће острво је острво Фин, друго по величини у Данској. Значајна острва су и Лангеланд, Алс и Ере, која су сва на источној обали, у оквиру Балтичког мора. Западна обала (Северно море) је такође разуђена, али су острва мања. Ту су Реме, Манде и Фане.
И копнени и острвски део је равничарски, надморске висине до 80 м (север покрајине). На датом подручју нема значајнијих водотока. У приобалном подручју има доста мочвара, док је већи део под пољопривредним узгојем.

## Становништво
По последњем попису из 2010. године у покрајини Јужна Данска живи око 1,2 милиона становника. Већина становника су етнички Данци, а становништво је више рурално него што је просек за целу државу.
Густина насељености покрајине је близу 100 ст./км², што је осетно мање од државног просека (127 ст./км²). Острво Фин и источни део копна је боље насељен него западни део и мања острва.

## Општине и градови
Општине: У Јужној Данској постоје 22 општине:
| - Асенс - Билунд - Варде - Вејен - Вејле - Ере - Есбјерг - Кертеминде | - Колдинг - Лангеланд - Миделфарт - Ниборг - Нордфин - Обенро - Оденсе - Свендборг | - Сендерборг - Тендер - Фане - Ферборг-Мидтфин - Фредериција - Хадерслев |

Градови: Значајни градови у покрајини су:
- Оденсе
- Есбјерг
- Колдинг
- Вејле (главни град)
- Фредериција
- Сендерборг
- Свендборг